# Świdnicka Orkiestra Kameralna
Świdnicka Orkiestra Kameralna powstała w 2010 roku z inicjatywy Kacpra Biruli.
Orkiestra licząca obecnie 30 muzyków prezentuje dzieła muzyki kameralnej i symfonicznej dla publiczności świdnickiej.

Po raz pierwszy wystąpiła 9 stycznia 2010 towarzysząc Dominice Barabas i jej zespołowi.
Muzycy wystąpili podczas obchodów 850-lecia dzierżoniowskiej parafii pw. św. Jerzego  w towarzystwie Połączonych Chórów Dzierżoniowa oraz 12 listopada 2011 w Świdnicy. Koncert odbył się przy okazji wręczenia nagród dla osób, którzy przyczyniają się do rozwoju kulturalnego miasta